# Agnieszka Graff
Agnieszka Graff-Osser (sinh năm 1970 tại Warszawa), là một nhà văn, dịch giả, nhà bình luận, nhà hoạt động nữ quyền và nhân quyền người Ba Lan. Bà từng theo học Đại học Oxford, Cao đẳng Amherst (Massachusetts, Mỹ) và tốt nghiệp Trường Khoa học Xã hội tại Học viện Khoa học Ba Lan. Bà hoàn thành chương trình Tiến sĩ văn học Anh năm 1999. Năm 2001, bà xuất bản tác phẩm World without women (Thế giới không có phụ nữ), được đề cử cho Giải thưởng Nike năm 2002. Bà làm việc tại Viện Châu Mỹ và Châu Âu của Đại học Warszawa và giảng dạy về nghiên cứu giới tính.
Các bài luận của Agnieszka Graff đã được đăng trên tờ báo Gazeta Wyborcza, Literatura na Świecie (Văn học thế giới) và tạp chí nữ quyền Zadra.
Bà là người đồng sáng lập tổ chức phụ nữ Porozumienie Kobiet 8 Marca (Liên minh phụ nữ ngày 8 tháng 3), tổ chức cuộc tuần hành hàng năm trên đường phố Warszawa nhân ngày Phụ nữ Quốc tế. Trong năm 2007-2010, Agnieszka Graff là thành viên Liên đoàn Quốc tế về Nhân quyền Helsinki.
Bản thân Agnieszka Graff là người Do Thái. Bà là vợ của nhiếp ảnh gia và phóng viên báo chí Pháp Bernard Osser. Họ có một con trai sinh năm 2008. Vào tháng 2 năm 2021, trên mạng xã hội, bà công khai rằng bà đang có một mối quan hệ gần gũi với một người phụ nữ. Trong ấn bản tháng 3 - tháng 4 của tạp chí LGBTIA duy nhất của Ba Lan là Replika, Agnieszka Graff và nhà nhân chủng học văn hóa Magdalena Staroszczyk nói nhiều hơn về mối quan hệ giữa hai người.

## Một số tác phẩm
- Świat bez kobiet. Płeć w polskim życiu publicznym. (World without women: gender in Polish public life). Warszawa 2001.
- Rykoszetem. Rzecz o płci, seksualności i narodzie. (Ricochet : on gender, sexuality, and nation). Warszawa 2008.
- Magma i inne próby zrozumienia, o co tu chodzi. (Magma: and Other Attempts to Understand, What's Up with It). Warszawa 2010.
- Matka Feministka. (Mother Feminist), Warszawa 2014.
- Jestem stąd. (I am from here, an interview with Michał Sutowski), Warszawa 2014.
- Memy i graffy. Dżender, kasa i seks. (Memes and graffs. Gender, cash and sex, together with Marta Frej), Warszawa 2015